# Иосиф (Решилов)
Иосиф (в миру Иван Григорьевич Решилов; умер после 1740) — игумен Клобукова Николаевского монастыря Тверской епархии, борец с расколом русской церкви времён правления Пётра I Алексеевича.

## Биография
Иван Григорьевич Решилов родился в Белёве в семье крестьянина.
Он вырос среди старообрядцев, был хорошим начётчиком в раскольнических сочинениях, был раскольническим попом и «многих увлёк в раскол в Белёвском, Глуховском и других уездах, побывал со своими учениками в Подолии, на Волыни и даже в Венгрии».
В 1719 году иеромонах Иосиф и его товарищи, когда проходила перепись раскольников в двойной оклад, заявили, что «в двойной оклад они записываться не хотят, и пусть де нас отправят к преосвященному Питириму для разговора». Нижегородский епископ Питирим охотно принял его, как известного в расколе учителя и, после недолгого собеседования, присоединил его к православной церкви; вскоре Решилов был даже представлен Петру Великому.
Приняв пострижение в монашество с именем Иосифа, он попросил, чтобы его назначили для обращения раскольников в те именно местности, где в недавнее время он сам проповедовал раскол, чтобы иметь возможность исправить свои ошибки. Ему поручено было сначала обращать в православие раскольников в Калуге, Вязниках, Ржеве, Твери, Торжке; в январе 1722 года, по собственной просьбе, он отправлен был для той же цели в Стародубье и другие раскольнические скиты Черниговской губернии.
Приняв во внимание, что очень много раскольников бежит за польскую границу в Ветковские скиты, Иосиф первым делом позаботился об устройстве крепких застав вдоль тракта, а затем начал свои проповеди. В течение двух лет он обратил в официальное православие, по его донесениям, по крайней мере до 800 человек, а те, кто не послушали его проповеди, были оштрафованы на 1700 рублей. Раскольники слободы Елеонки даже совершили на Пасху нападение на соборную церковь в Стародубье, с целью убить Иосифа, но ему удалось избежать расправы.
С октября 1724 года по 1726 год Иосиф прожил в Санкт-Петербурге и ходатайствовал об организации противораскольнического миссионерского дела; но хлопоты его не имели никакого успеха и в конце 1725 года Иосиф попросил Священный синод Русской православной церкви освободить его от миссионерской деятельности и дозволить ему жить в каком-нибудь монастыре Тверской епархии. Не дождавшись согласия Синода Иосиф, 6 января 1726 года поехал в город Тверь с тверским архиепископом Феофилактом (Лопатинским), где они вместе трудились над составлением книги «Неправды раскольническия».
Сначала Иосиф был иеромонахом тверского архиерейского дома, через три месяца сделан игуменом Ракова зубцевского монастыря в Старицком уезде, причём ему поручено было ведать все раскольнические дела по епархии; с января 1728 года он был игуменом клобукова Николаевского монастыря Тверской епархии.
Осенью 1730 года, из-за жалоб братии и крестьян, Иосиф был отстранён от игуменства и послан в Старицу в Свято-Успенский монастырь в число братства. В апреле 1731 года Иосиф возвратился в тверской архиерейский дом, затем в Калязине монастыре исполнял должность конюшего.
В июне 1732 году Иосиф ездил на богомолье в Москву, а с августа 1732 года самовольно поселился в Бизюковом монастыре Смоленской епархии и исполнял там различные послушания.
21 ноября 1732 года Иосиф, по обвинению в растрате казённого имущества, был вызван в Москву на суд, потом его перевезли в Петербург и возникло известное в истории «Решиловское дело». Расхищение ничтожной суммы послужило для Феофана Прокоповича только предлогом начать преследование своих политических противников; мало-помалу привлечены были к следствию Иоасаф (Маевский), Маркелл (Родышевский), наконец, архиепископ Феофилакт (Лопатинский) и другие фигуранты. После долгого суда все они более или менее пострадали и оппозиция приверженцев страны и противников Петровской церковной реформы была окончательно ослаблена.
20 марта 1734 года игумен Иосиф был лишён сана, назван расстригою Иваном и отправлен в Тайную канцелярию. 20 декабря 1740 года Высочайшим указом, принимая во внимание его прежние заслуги, Ивану Решилову, вместе с другими, была отпущена вина, возвращено прежнее имя Иосифа и приказано было послать его в какой-либо монастырь в число братии на неисходное жительство.
Точная дата смерти Иосифа не установлена, известно лишь, что он умер не ранее 1740 года.